# Кёнигсплац (Мюнхен)

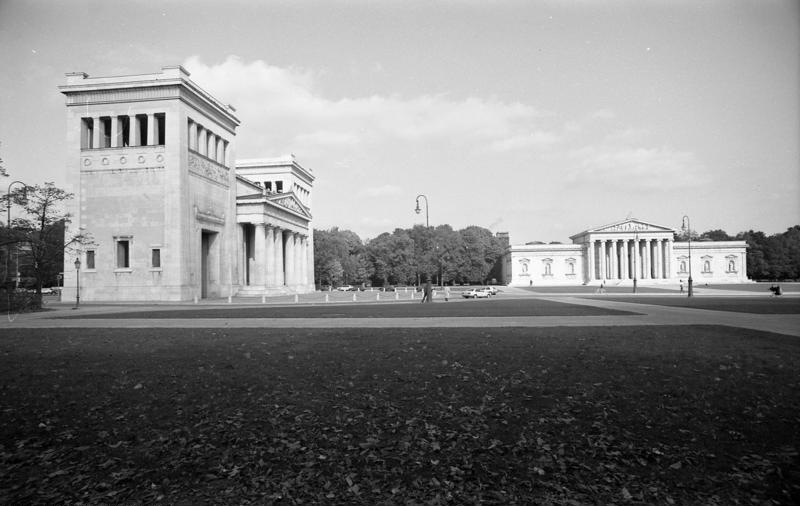
Кёнигсплац в 1991 году

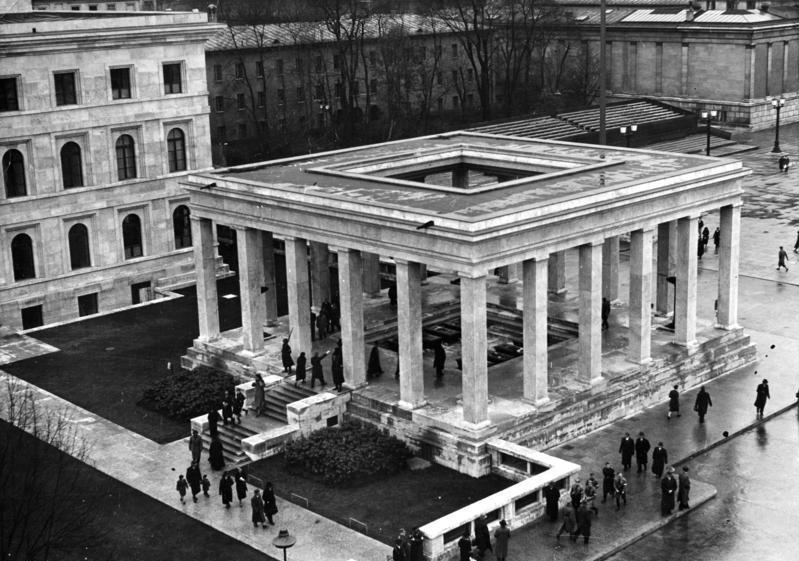
Административное здание НСДАП и южный Храм почёта

Кёнигсплац или Королевская площадь (нем. Königsplatz) — площадь в Мюнхене на улице Бриеннерштрассе в городском округе Максфорштадт.
Площадь Кёнигсплац возведена по указанию кронпринца Людвига 1815 года архитектором Лео фон Кленце по подобию античного форума по проектам Карла фон Фишера. Строительство продолжалось в 1816—1830 годах. По желанию будущего короля Баварии, Кёнигсплац должен был стать площадью культуры в «Новых Афинах на Изаре».
В северной части располагается Глиптотека с богатейшей коллекцией древнегреческой и древнеримской скульптуры. В западной части находятся Пропилеи, «ворота площади» (копия входа в храм на Акрополе). На южной стороне площади расположено Государственное античное собрание работы архитектора Георга Фридриха Цибланда.
Здание Глиптотеки выстроено в греческо-ионическом ордере, Пропилеи — в дорическом, а Античное собрание — в коринфском.
В конце площади расположено аббатство Святого Бонифация, построенное в византийском стиле.
В 1933—1936 годах по проекту нацистского архитектора Пауля Людвига Трооста была проведена реконструкция всего ансамбля. В восточной части площади были построены Административное здание НСДАП и Фюрербау (сохранились до настоящего времени). Между ними были построены два (северный и южный) Храма почёта, в которые 9 ноября 1935 года были перенесены саркофаги с прахом шестнадцати нацистов, погибших во время пивного путча 1923 года.
Во времена Третьего рейха площадь использовалась для проведения массовых митингов.
После Второй мировой войны американская оккупационная администрация расположилась в Фюрербау, а Храмы почёта были взорваны (в настоящее время сохранились их цоколи, заросшие плющом).

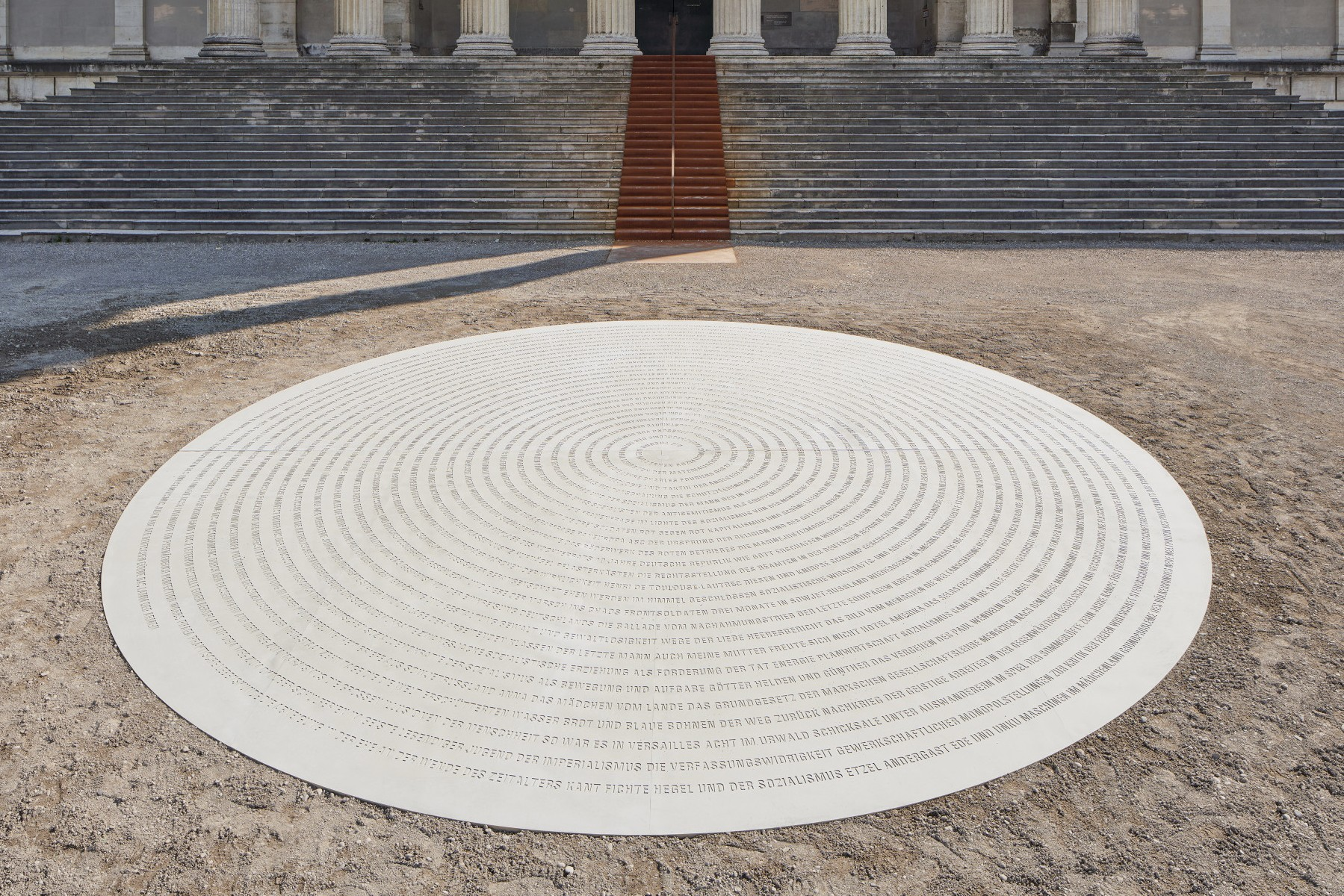
Монумент «Чёрный список»

В 2021 году на площади Кёнигсплац был открыт монумент Чёрный список (нем. Die schwarze Liste). Автор — американский художник и композитор Арнольд Дрейблатт. Проект посвящен событиям 1933 года, когда на этом месте сжигали книги неугодных нацистам авторов. Слова на 8-метровом диске — названия книг 310 авторов, чьи работы были признаны нацистким режимом как нежелательные и уничтожены в рамках «Акции против негерманского духа». В Мюнхене сожжение книг произошло на Кёнингсплац 6 и 10 мая.
Слова на диске написаны единым полотном без знаков препинания как символ того, что мысли — неиссякаемый поток, который нельзя остановить. Слова формируют спираль, что отсылает к акту сожжения: восходящей спирали дыма от горящих страниц, как это показано на фотографиях тех событий.